# John Locke
John Locke (født 29. august 1632 i Wrington, død 28. oktober 1704) var en engelsk filosof, der primært var optaget af samfundsforhold og erkendelsesteori (epistemologi).
Locke har haft vidtrækkende betydning for den politiske filosofi, da han regnes for grundlæggeren af liberalismen. John Locke, David Hume og George Berkeley udgør den gruppe filosoffer, der kaldes de britiske empirister.
Som John Lockes modsætning anføres ofte hans landsmand Thomas Hobbes.

## Erkendelsesteori
Lockes erkendelsesteori udfoldes hovedsagligt i værket An Essay Concerning Human Understanding og er centreret omkring hans afvisning af muligheden for medfødte ideer og i forlængelse heraf hans teori om, at al erfaring stammer fra sanserne (deraf empirisme). Det latinske udtryk tabula rasa bruges ofte om Lockes erkendelsesteori: sindet er ved fødslen som en ubeskrevet tavle.

## Biografi
John Locke blev født 29. august 1632 i et stråtækt hus ved kirken i Wrington, hvor han blev døbt samme dag. Han flyttede sammen med sine forældre til en lille handelsby i Pensford. Det var her, han tilbragte sin barndom og påbegyndte sin dannelse.
Da Locke fyldte 15 år, blev han sendt til den prestigefyldte skole Westminister School. Hans skolegang blev sponsoreret af Alexander Popham, Lockes fars gamle kommandør under den engelske borgerkrig. Efter endt uddannelse her, blev han optaget på Christ Church, Oxford. Locke var en god student, men han var meget irriteret over pensummet, der primært indeholdte den gamle materialistiske lære, og ikke noget med de nye filosofiske tanker, som Locke var meget betaget af. Gennem en ven fra Westminister blev han introduceret til medicinske og filosofiske eksperimenter, andre universiteter og Royal Society (en klub for videnskab), som han senere blev medlem af.
Han fik sin første kandidatgrad i 1658 og fik senere en bachelor i medicin uden synderlige problemer, eftersom han havde brugt utrolig meget tid på at studere medicin på Oxford og havde arbejdet med en gruppe dygtige forskere. Han mødte denne gruppe igennem lord Anthony Ashley Cooper, som kom til Oxford for at få behandlet en leverinfektion. Lord Cooper var meget fascineret af Locke og sikrede ham til sin forskergruppe. Det var mens, han arbejdede for Cooper, at hans filosofiske tanker begyndte ved mødet i 1671. Hvad mødet handlede om, ved man ikke, men der bliver refereret til det i Lockes bog. Lockes blev involveret i politik i 1672, da lord Cooper blev kansler.
Locke forlod England i 1675 , mens Lord Coopers politiske indflydelse dalede. Han rejste rundt i Frankrig og underviste i medicin. I 1679 vender han tilbage til England og opdagede, at lord Coopers politiske indflydelse blomstrede som aldrig før.
I 1689 udgav Locke sine første filosofiske tanker anonymt. Man troede først, at den blev skrevet for at støtte revolutionen i 1688, men man fandt ud af, at den var skrevet lang tid før. Den filosofiske samling var primært argumenter mod absolut monarki. Hans ideer, om at alle er født med frie rettigheder, anses for at være revolutionære for engelsk historie.
I 1683 flygtede Locke til Holland, fordi han var mistænkt for at være med i snigmordet på kong Charles II. Der er få beviser på, at han var involveret. I de fem år, han tilbragte i Holland, var han sammen med folk, Baruch Spinoza også omgik. Locke syntes meget godt om Spinozas idé om at separere staten og kirken og nærstuderede hans metafysiske bog "Ethics". Locke brugte meget tid på at arbejde videre med sin egen filosofi. Det var her, han skrev A Letter Concerning Toleration og reviderede Essay Concerning Human Understanding.
John Locke vendte tilbage til England i 1688, ledsaget af William af Oraniens kone Maria. Lockes filosofiske samlinger blev udgivet som følge af hans tilbagekomst fra eksil. De blev hurtigt populære og læst af mange. Lockes nære ven Lady Masham inviterede ham ud til familiens landsted i Essex. Her tilbragte han det meste af resten af livet. I den tid han boede i Essex, blev han ramt af talrige astmaanfald. Alligevel blev han en intellektuel helt for Whig-partiet. I sin tid i Essex nåede han at arbejde sammen med store navne som Isaac Newton og John Dryden. John Locke afgik ved døden i oktober 1704 og blev begravet i Essex. Han blev hverken gift eller fik børn.

## Politisk filosofi
John Locke fremhævede, at det var statens opgave at sikre det enkelte individs frihed, lighed og suverænitet. John Locke fik dermed stor indflydelse på fremtidige grundlove. En af hans vigtige fremhævelser kommer han med i ”Et brev om tolerance”. Staten kan sætte regler for mennesker som individer, men den kan aldrig skabe en tvunget overbevisning. Hermed mentes, at mennesker havde ret og dermed fri vilje til at vælge. Et af hans grundprincipper var, at staten ikke skulle kunne påvirke det enkelte individs frihed og krænke den. Hvis staten gjorde det, var det en menneskeret at være kritisk og gøre oprør. Væsentligt for John Lockes tanker var også, at der skulle være en tredeling/adskillelse af magten, så den udøvende, lovgivende og dømmende magt var uafhængige af hinanden.
”Et er sandelig at overbevise andre, noget andet er at herske over dem: et er at kæmpe med argumenter, noget andet er at gøre det med lovforskrifter... Det er da således, som jeg siger, dvs. at den borgerlige myndighed ikke med borgerlige love bør foreskrive nogen deres trosretninger eller læresætninger eller på hvilken måde, de skal ære Gud.” Fra "et brev om tolerance"). Locke ønsker ikke statens indblanding og indvendinger mod det enkelte menneskes valg af overbevisning.
”Jeg siger, at det er et frit og frivilligt samfund. Ingen fødes som medlem af en kirke. Religionen blev ellers, ligesom med jordgodset, givet alle i arv fra deres fædre og bedstefædre, og enhvers tro var bestemt fra fødsel af, hvilket er det mest absurde, man kan tænke sig…. Det knytter sig frivilligt til et samfund, hvor det tror at have fundet den sande og for Gud velbehagelige religion og gudsdyrkelse.” Fra "et brev om tolerance".
Det giver mennesket ret til at handle frit og vælge sin egen gudsdyrkelse. Der er ikke direkte noget i "Et brev om tolerance", som viser, at han gik ind for en egentlig tredeling af magten. Men vi kan henvise til et andet af John Lockes hovedværker ”Two Treatises of Government” (to afhandlinger om statsstyre). Det er fra 1690 og indeholder Lockes tanker om politik og staten. I anden afhandling kommer han frem til, at der findes en samfundstilstand, hvori mennesket er frit, men det er dog underlagt nogle naturlove, der blandt andet indebærer, at det ikke må skade andre for sin egen lykkes skyld (jævnfør liberalismens grundtanke). Locke erkender, at der findes uorden og lovbrydere, og at der er brug for en statslov til at tage sig af dem. Ved at indgå i en samfundspagt, siger Locke, afgiver mennesket en del af sin frihed til en instans, som skal sørge for at sikre lov og orden. Det skal ske ved opklaring af forbrydelser, domme og straffe. Hermed er tredelingen fuldført.
Lockes "Et brev om tolerance" udkom første gang anonymt i Holland i 1689. Det taler om tolerance til at vælge egen religion. Locke understreger, at mennesket er frit, og at det har ret til at handle selvstændigt og vælge på egen hånd. Det skal kunne ske, uden at staten påtvinger den enkelte borger en religion. (Står også tidl. i dette afsnit)
Hvis det alligevel sker, er det folkets pligt og ret at gøre oprør og afsætte styret. Staten kan påvirke, men ikke tvinge. (Står også tidl. i dette afsnit) Staten kan lave regler og tvinge borgerne til at fremsige en mening, men den kan ikke påtvinge borgerne en bestemt overbevisning. Det virker forvirrende, at Locke umiddelbart går ind for tolerance i trosvalg, men at han ikke tolererer katolikker og ateister. ”Hverken troskab, pagt og ed kan være noget helligt og varigt for en ateist, og det er i den grad det menneskelige samfunds bånd”. Når Lockes tekst udkom anonymt og i udlandet skyldtes det sandsynligvis både en beskyttelse af ham selv og den engelske censur; bogen indeholdt direkte kritik af de gamle autoriteter som kirke og kongemagt.